# Володимирівська сільська рада (Апостолівський район)
Володимирівська сільська рада — колишній орган місцевого самоврядування у Апостолівському районі Дніпропетровської області з адміністративним центром у c. Володимирівка.

## Населені пункти
Сільській раді були підпорядковані населені пункти:
- c. Володимирівка
- с. Сергіївка
- с. Шевченко

## Склад ради
Рада складалася з 16 депутатів та голови.

## Керівний склад сільської ради
| ПІБ                             | Основні відомості                                                         | Дата обрання | Дата звільнення |
| ------------------------------- | ------------------------------------------------------------------------- | ------------ | --------------- |
| Барабаш Валентина Олександрівна | Сільський голова, 1954 року народження, освіта, позапартійна              | 26.03.2006   | 31.10.2010      |
| Плевако Микола Іванович         | Сільський голова, 1961 року народження, освіта вища, член Партії регіонів | 31.10.2010   |                 |

Примітка: таблиця складена за даними джерела

## Населення
Згідно з переписом УРСР 1989 року чисельність наявного населення села становила 1411 осіб, з яких 649 чоловіків та 762 жінки.
За переписом населення України 2001 року в селі мешкали 1122 особи.

### Мова
Розподіл населення за рідною мовою за даними перепису 2001 року:
| Мова       | Відсоток |
| ---------- | -------- |
| українська | 92,04 %  |
| російська  | 6,46 %   |
| білоруська | 0,71 %   |
| вірменська | 0,35 %   |
| гагаузька  | 0,09 %   |
| молдовська | 0,09 %   |
| німецька   | 0,09 %   |